# Pierre-Paul Nairac
Pour les articles homonymes, voir famille Nairac et Nairac.
Pierre-Paul Nairac  (Bordeaux, 3 avril 1732 - ibid., 1814) est un armateur et raffineur bordelais, député du Tiers état aux États généraux de 1789. Il tient une grande partie de sa fortune de l'esclavage et de la traite négrière.
Il est souvent appelé Paul Nairac, mais ne doit pas être confondu avec son père Antoine-Paul Nairac (1694-1759), également appelé Paul Nairac.

## Biographie
Issu d'une famille protestante du Tarn, Pierre-Paul Nairac est né le 3 avril 1732 à Bordeaux. Il est le fils d'Antoine-Paul Nairac, négociant et raffineur, et de Suzanne-Marguerite Roulland.
En 1759, il engage Jean-Paul Marat qui vient de Boudry, dans la principauté de Neuchâtel (dont le territoire correspond à celui de l'actuel canton de Neuchâtel en Suisse), pendant deux ans pour être le précepteur de son fils.
Pierre-Paul Nairac fait sa médecine à Bordeaux, puis épouse en 1760 Jeanne-Barbe Wetter, originaire de Suisse, et monte à Paris en 1762.
Plus tard, il s'associe avec son fils Laurent-Paul et son frère Élisée Nairac pour faire de l'armement maritime. Il possède une flotte de quatre navires, dont trois navires négriers et deux raffineries de sucre à Bordeaux dans le quartier Sainte-Croix. De 1764 à 1792, ils ont organisé 24 expéditions dont 18 déportèrent plus de 8000 Noirs, ce qui les place en tête des négriers bordelais.
Également ils possédaient un domaine (Habitation Nairac) en 1786, à l'île Bourbon (Saint-Pierre de la Réunion), dans la région du Tampon actuel, qui comprenait 414 esclaves, dont 98 enfants, 2 invalides et 24 domestiques.

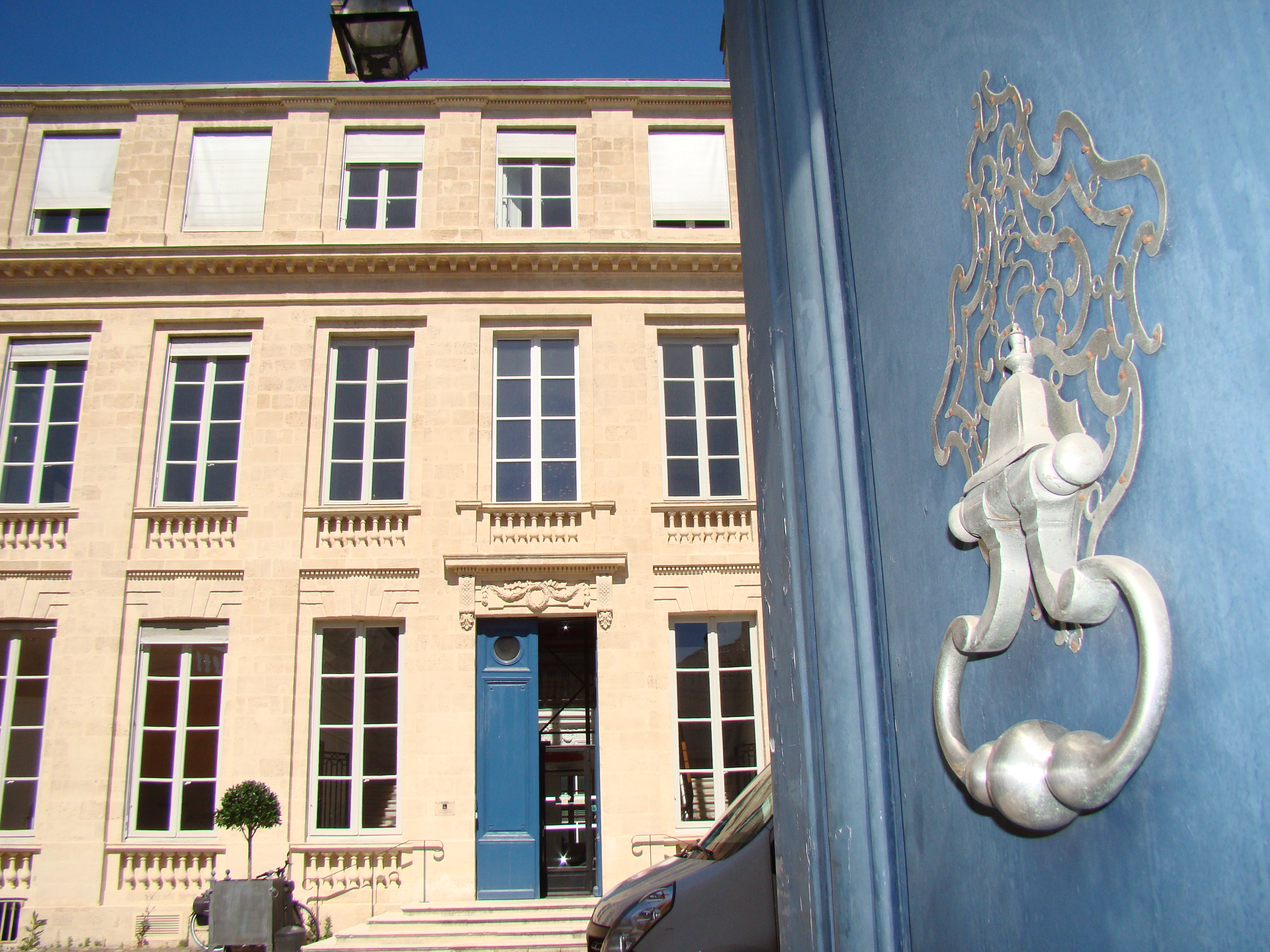
Hôtel Nairac

Avec les profits tirés de ces activités, il fait bâtir entre 1775 et 1777 un hôtel particulier à Bordeaux, dénommé hôtel Nairac, selon les plans dressés par l'architecte Victor Louis. Le coût de la construction est de 233 000 livres, équivalents à plus de 2,6 millions d'euros d'aujourd'hui. Sous la Révolution, Nairac revend en 1792 cet hôtel à des négociants.
Pierre-Paul et Élisée Nairac réclameront à plusieurs reprises un anoblissement au pouvoir royal, en récompense de son zèle négrier, mais celui-ci lui sera toujours refusé en raison de sa religion protestante.
Initié à la loge de l'Amitié, où se retrouvaient les armateurs bordelais, Nairac appartenait à la franc-maçonnerie bordelaise.

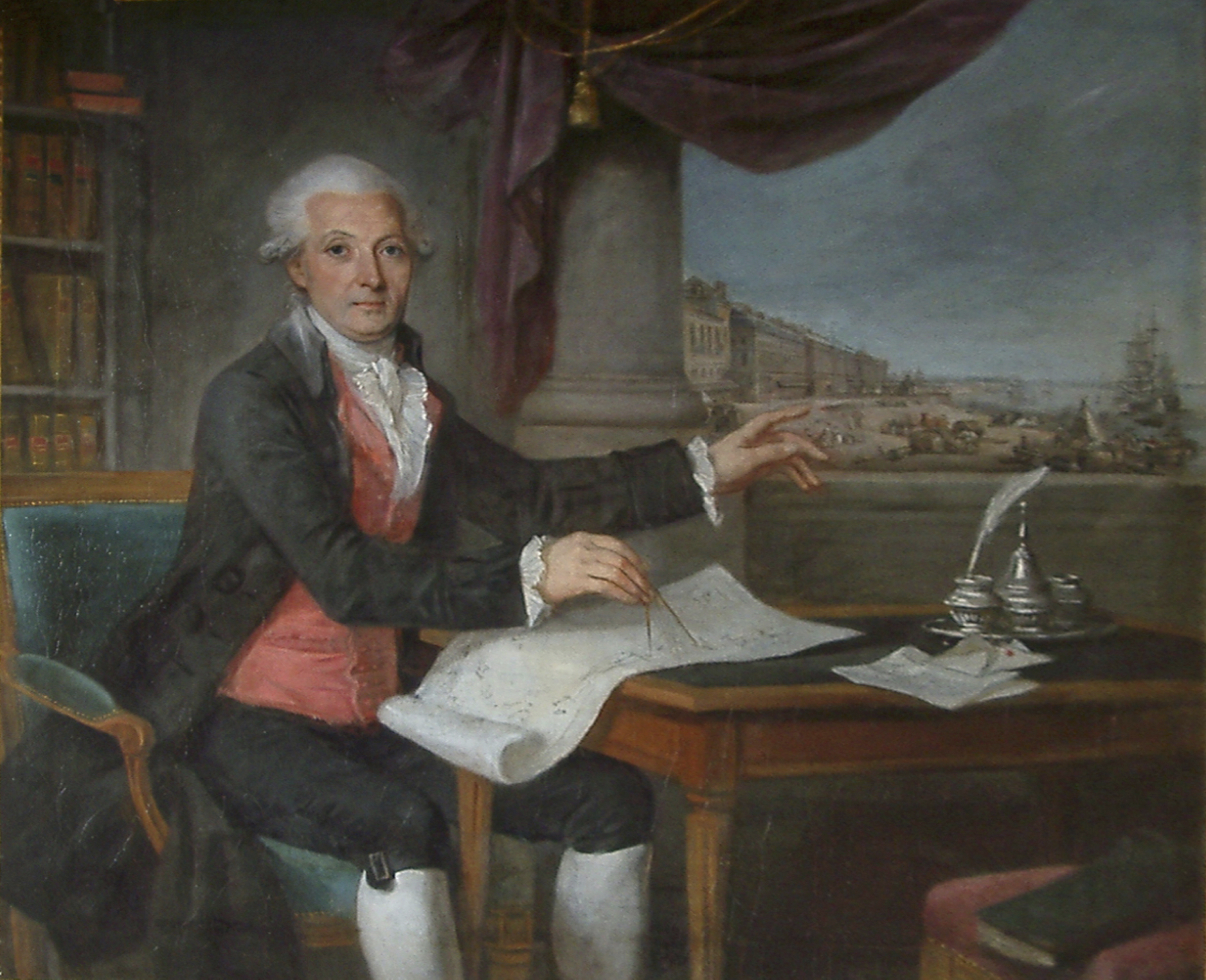
Portrait de Pierre-Paul Nairac peint par Pierre Lacour.

Le négociant était aussi acquis à certaines idées de la Révolution, notamment pour la suppression des privilèges de l'aristocratie, afin que la bourgeoisie puisse aussi accéder aux plus hautes fonctions. Il s'engagea donc dans une brève carrière politique. Le 10 avril 1789, l'esclavagiste est élu député du tiers aux États généraux puis à l'Assemblée constituante par la sénéchaussée de Bordeaux. Il fit partie du comité des subsistances, prêta le serment du Jeu de paume, entra au comité de la marine, et fit plusieurs rapports au nom du comité des colonies.
Enfin, après son expérience politique, de retour à Bordeaux en 1791, il fit partie comme membre résident, de la Société des sciences, arts et belles-lettres de Bordeaux.